# La Vieille Dame et les Pigeons
 (juillet 2025).
Pour plus de détails, voir Fiche technique et Distribution.
La Vieille Dame et les Pigeons est un film d'animation réalisé par Sylvain Chomet, sorti en 1998.

## Synopsis
Un agent de police, vivant dans la misère, observe régulièrement une vieille dame qui nourrit des pigeons dans un square: ce qui hante ses pensées, car elle leur donne des mets délicats et raffinés tandis que lui-même est affamé. Un jour, il décide de suivre la vieille dame, note l'adresse de son appartement, se fabrique un costume de pigeon géant et s'invite chez la vieille dame grâce à cet artifice. La vieille dame, n'y voyant aucun inconvénient, le nourrit copieusement et l'agent prend peu à peu du poids. Le jour du réveillon de Noël, ivre, il s'aventure jusqu'aux cuisines de la vieille dame et la découvre en train d'aiguiser le couteau destiné à le transformer en repas pour la concierge de l'immeuble, déguisée en chat géant. En effet, l'agent croisait régulièrement cette concierge dans l'escalier et les photos aux murs montraient la dame nourrissant des chats et non des pigeons. On croit alors comprendre que toute la manigance des pigeons n'est qu'un moyen de la vieille dame pour nourrir son "chat". Face à pareille menace, l'agent tente d'enlever son costume et de fuir, mais il n'y parvient pas. Poursuivi par la vieille dame jusqu'en haut d'une armoire, il réussit néanmoins à lui montrer son pied nu, preuve de son humanité. La dame, devenue folle, s'en moque, mais l'armoire, sur laquelle il est perché, bascule et il tombe par la fenêtre, s'écrasant au sol tel les autres pigeons trop gros. À l'épilogue, on retrouve les touristes américains présents au début, et notre agent de police en civil, redevenu maigre et se prenant pour un pigeon, picorant des miettes et battant des bras.

## Fiche technique
- Titre : La Vieille Dame et les Pigeons
- Titre anglais : The Old Lady and the Pigeons
- Réalisation : Sylvain Chomet
- Scénario : Sylvain Chomet
- Dialogues anglais : David Freedman et Alan Gilbey
- Musique : Jean Corti
- Producteurs : Didier Brunner, Bernard Lajoie
- Sociétés de production : Les Productions Pascal Blais, Les Armateurs,Pro ductions Django, Odec Kid Cartoons, Trans Europe Film, Téléfilm Canada et BBC Bristol
- Pays :  Canada,  France,  Belgique et  Royaume-Uni
- Format : Couleurs
- Genre : Animation et comédie dramatique
- Durée : 24 minutes
- Date de sortie : 27 mai 1998 (France)

## Distribution
Avec les voix de :
- Jim Pidgeon
- Michoue Sylvain
- Andrea Usher-Jones

## Récompenses
Festival international du film d’animation d’Annecy : Grand prix du court métrage (1997)
Festival Premiers Plans d'Angers (1998) : Grand prix du jury - Courts métrages français, Kodak, Prix du public - Courts métrages français, Conseil régional des Pays de la Loire
BAFTA Awards : 1996 | Lauréat : Best Animated Short Film 
Genie Awards : 1997 | Lauréat : Best Animated Short Film